# Commission scolaire de Laval
La Commission scolaire de Laval est une ancienne commission scolaire québécoise. Elle est abolie en 2020 et remplacée par le centre de services scolaire desservant la ville de Laval au Québec (Canada).
Au moment de son abolition, la commission scolaire compte plus de 58 établissements, 54 000 élèves, dont près de la moitié dans des classes préscolaires et primaires.

## Écoles
- École secondaire Alphonse-Desjardins
- École secondaire Curé-Antoine-Labelle
- École secondaire De la Mosaïque
- École secondaire Georges-Vanier
- École secondaire Horizon Jeunesse
- École secondaire Jean-Piaget
- École secondaire L'Odyssée-des-Jeunes
- École secondaire Leblanc
- École secondaire Mont-de-La Salle
- École secondaire Poly-Jeunesse
- École secondaire Saint-Martin
- École secondaire Saint-Maxime
- Centre de qualification professionnelle et d'entrepreneuriat de Laval
- École d'éducation internationale de Laval (ÉÉIL)

- Alfred-Pellan
- Charles-Bruneau
- Cœur-Soleil
- Coursol
- Demers
- De l'Arc-en-ciel
- Des Cardinaux
- Des Cèdres
- Des Ormeaux
- Du Bois-Joli
- Du Parc
- De l'Avenir
- De l'Équinoxe
- Fleur-de-Vie
- Fleur-Soleil
- Hébert
- J.-Jean-Joubert
- Jean-Lemonde
- Jean-XXIII
- L'Aquarelle
- L'Envolée
- L'Escale
- L'Harmonie
- L'Orée-des-Bois
- La Source
- Le Baluchon
- Le Petit-Prince
- Le Sentier
- Le Tandem
- Léon-Guilbault
- Les Explorateurs
- Les Quatre-Vents / Monseigneur-Laval
- Les Trois-Soleils
- Marc-Aurèle-Fortin
- Marcel-Vaillancourt
- Notre-Dame-du-Sourire
- Paul-Comtois
- Paul-VI
- Pépin
- Père-Vimont
- Pierre-Laporte
- Raymond
- Saint-François
- Saint-Gilles
- Saint-Julien
- Saint-Norbert
- Saint-Paul
- Sainte-Béatrice
- Sainte-Dorothée
- Sainte-Marguerite
- Simon-Vanier
- Val-des-Arbres
- Villemaire[2],[3]